# Emenista bisinuosa
Genre
Espèce
Emenista bisinuosa, unique représentant du genre Emenista, est une espèce d'araignées aranéomorphes de la famille des Linyphiidae.

## Distribution
Cette espèce est endémique d'Inde.

## Description
Le mâle mesure 3,6 mm et la femelle 4,0 mm.

## Publication originale
- Simon, 1894 : Histoire naturelle des araignées. Paris, vol. 1, p. 489-760 (texte intégral).